# Atsuta Jingu Nishi (métro de Nagoya)
Atsuta Jingu Nishi (熱田神宮西駅, Atsuta Jingū Nishi-eki) est une station du métro de Nagoya sur la ligne Meijō dans l'arrondissement d'Atsuta à Nagoya.

## Situation sur le réseau
La station Atsuta Jingu Nishi est située au point kilométrique (PK) 24,4 de la ligne Meijō.

## Histoire
La station a été inaugurée le 30 mars 1974 sous le nom de Jingū-Nishi (神宮西駅, Jingū-Nishi-eki). Elle prend son nom actuel le 4 janvier 2023.

## Services aux voyageurs

### Accès et accueil
La station est ouverte tous les jours.

### Desserte

Vue des quais de la station.

- Ligne Meijō :
  - voie 1 : direction Yagoto
  - voie 2 : direction Sakae

### Intermodalité
La gare d'Atsuta (ligne principale Tōkaidō) est située à proximité de la station.